# Église de la Dormition-de-la-Mère-de-Dieu de Petnica
Pour les articles homonymes, voir Église de la Dormition-de-la-Mère-de-Dieu.
L'église de la Dormition-de-la-Mère-de-Dieu de Petnica (en serbe cyrillique : Црква Успења Богородице у Петници ; en serbe latin : Crkva Uspenja Bogorodice u Petnici) est une église orthodoxe serbe serbe située à Petnica, dans le district de Kolubara et sur le territoire de la ville de Valjevo en Serbie. Elle est inscrite sur la liste des monuments culturels protégés de la république de Serbie (identifiant no SK 2028),,.

## Présentation
L'église a été construite en 1866, à l'emplacement d'une construction plus ancienne,.
Elle est constituée d'une nef unique prolongée par une abside demi-circulaire et précédée par un narthex. La partie de l'autel est encadrée par deux chapelles, l'une pour la proscomidie et l'autre pour le diakonikon. La nef est dotée d'une voûte en berceau renforcée par des arcs et rappelle les constructions religieuses de l'école rascienne,. La façade est dominée par un clocher reconstruit en 1926. Les façades, décorées de façon modeste, sont rythmées par une corniche et par de vastes ouvertures encadrées de moulures,.
À l'intérieur, l'iconostase a été réalisée par un artiste inconnu ; les « portes royales », qui proviennent d'une église plus ancienne, ont été peintes en 1839 par Georgije Bakalović,.